# 小田龍一
小田 龍一（おだ りゅういち、1976年12月12日 - ）は、鹿児島県出身のプロゴルファーである。志布志実業高等学校（現尚志館高等学校）、専修大学卒業。misumi所属。

## 来歴
12歳でゴルフを始め、1994年に第38回日本ジュニアゴルフ選手権競技高校男子の部で6位に入る。専修大学卒業後、地元鹿児島県の高牧カントリークラブに所属。2001年9月にプロゴルファーテストに合格した。
プロ初年度となった2002年には26位タイが最高であったが、2003年は自身最終戦となったカシオワールドオープンで14位タイとなるなど徐々に成績を上げ、2004年には東建ホームメイトカップでの4位タイ、ウッドワンオープン広島での2位など、4度のトップ10入りを果たし、2005年から日本ゴルフツアーのシード権を獲得。同年の最高位はKBCオーガスタでの2位タイ（首位の伊澤利光と5打差）だったが、2006年はコカ・コーラ東海クラシックでの3位タイ、2007年はANAオープンでの4位、2008年にはシーズン初戦の東建ホームメイトカップでの5位が最高と徐々に最高位が下がり、本人曰く「もうすぐ優勝できると言われながら、ずっとくすぶっていた」状態が続いていた。
2009年に入り、5月の日本プロゴルフ選手権で3位と健闘する。第74回日本オープン選手権は、埼玉県入間市にある「武蔵カントリークラブ・豊岡コース」（パー72）で開かれた。小田は初日こそ2オーバー74の45位タイだったが、2日目2アンダー70で回り12位タイに浮上、3日目も1アンダー71で5位タイに浮上する。最終日は8バーディー・3ボギーの5アンダー67で、通算6アンダー282となり、同スコアで並んだ石川遼、今野康晴とのプレーオフとなる。プレーオフ1ホール目では、3打目をピンそばに寄せた2人に対し自身はアプローチショットを3メートルほどオーバーするも、返しのパーパットをねじ込み、プレーオフ2ホール目に突入する。2ホール目で今野、石川がいずれも3打目を外す中、バーディーパットを慎重に決め、2ホールにわたるプレーオフを制し、自身初のツアー優勝をメジャー大会で果たすという快挙を成し遂げた。
2010年の全英オープン出場を機に池田勇太の指導を受けるようになり、年齢が逆転した師弟関係を築く。
日本オープン優勝以降はしばらく優勝から遠ざかり、2013年シーズンでは賞金シード入りも果たせなかった。日本オープン優勝による5年シードの最終年となる2014年、11月のマイナビABCチャンピオンシップにおいて5年ぶり2度目の優勝を果たした。

## 優勝歴

### 日本ツアー (2)
| 勝数         |
| メジャー (1) |
| ツアー (1)   |

| No. | 日時           | 大会                          | 優勝スコア            | 打差       | 2位                 |
| --- | -------------- | ----------------------------- | --------------------- | ---------- | ------------------- |
| 1   | 2009年10月18日 | 日本オープンゴルフ選手権      | -6 (74-70-71-67=282)  | プレーオフ | 石川遼／ 今野康晴   |
| 2   | 2014年11月2日  | マイナビABCチャンピオンシップ | -21 (68-67-66-62=263) | 5打差      | 小田孔明／ 谷原秀人 |

### プレーオフ記録 (1-0)
※太字はメジャー大会
| No. | 年     | 大会                     | 対戦相手          | 内容                                                                               |
| --- | ------ | ------------------------ | ----------------- | ---------------------------------------------------------------------------------- |
| 1   | 2009年 | 日本オープンゴルフ選手権 | 石川遼／ 今野康晴 | 1ホール目、全員パー。2ホール目、小田バーディーに対し石川・今野はパー。小田の優勝。 |

### その他優勝
- 2005年：北陸オープン
- 2016年：九州オープン
- 2017年：北陸オープン